# Hallescher Fußball-Club 2019-2020
Questa voce raccoglie le informazioni riguardanti l'Hallescher Fußball-Club nelle competizioni ufficiali della stagione 2019-2020.

## Stagione
Nella stagione 2019-2020 l'Hallescher, allenato da Torsten Ziegner, Ismail Atalan e Florian Schnorrenberg, concluse il campionato di 3. Liga al 15º posto. In Coppa di Germania l'Hallescher fu eliminato al primo turno dal Wolfsburg.

## Rosa
| N. |                        | Ruolo | Calciatore            |
| -- | ---------------------- | ----- | --------------------- |
| 1  | Germania (bandiera)    | P     | Kai Eisele            |
| 2  | Germania (bandiera)    | D     | Tobias Schilk         |
| 3  | Germania (bandiera)    | D     | Niklas Kastenhofer    |
| 4  | Germania (bandiera)    | D     | Anthony Syhre         |
| 5  | Germania (bandiera)    | D     | Jannes Vollert        |
| 6  | Germania (bandiera)    | A     | Toni Lindenhahn       |
| 7  | Germania (bandiera)    | C     | Bentley Bahn          |
| 8  | Germania (bandiera)    | D     | Antonios Papadopoulos |
| 9  | Germania (bandiera)    | A     | Pascal Sohm           |
| 10 | Germania (bandiera)    | A     | Mathias Fetsch        |
| 13 | Stati Uniti (bandiera) | A     | Terrence Boyd         |
| 15 | Germania (bandiera)    | C     | Jan Shcherbakovski    |
| 16 | Germania (bandiera)    | A     | Dennis Mast           |
| 17 | Germania (bandiera)    | D     | Erik Henschel         |

| N. |                     | Ruolo | Calciatore      |
| -- | ------------------- | ----- | --------------- |
| 18 | Germania (bandiera) | A     | Felix Drinkuth  |
| 20 | Germania (bandiera) | A     | Florian Hansch  |
| 21 | Germania (bandiera) | C     | Jan Washausen   |
| 22 | Germania (bandiera) | D     | Janek Sternberg |
| 23 | Germania (bandiera) | A     | Marcel Hilßner  |
| 24 | Germania (bandiera) | C     | Julian Guttau   |
| 25 | Germania (bandiera) | C     | Björn Jopek     |
| 26 | Germania (bandiera) | D     | Sebastian Mai   |
| 27 | Germania (bandiera) | D     | Nick Galle      |
| 31 | Germania (bandiera) | D     | Niklas Landgraf |
| 32 | Germania (bandiera) | P     | Tom Müller      |
| 33 | Germania (bandiera) | A     | Jonas Nietfeld  |
| 44 | Germania (bandiera) | C     | Patrick Göbel   |

## Organigramma societario
Area tecnica
- Allenatore: Florian Schnorrenberg
- Allenatore in seconda: Michael Hiemisch, Arne Kampe
- Preparatore dei portieri: Marian Unger
- Preparatori atletici:

## Calciomercato

### Sessione estiva
| Acquisti | Acquisti                   | Acquisti         | Acquisti |
| R.       | Nome                       | da               | Modalità |
| -------- | -------------------------- | ---------------- | -------- |
| A        | Terrence Boyd              | Toronto FC       |          |
| A        | Felix Drinkuth             | Paderborn        |          |
| D        | Nick Galle                 | F. Düsseldorf II |          |
| C        | Patrick Göbel              | Kickers Würzburg |          |
| A        | Florian Hansch             | Wehen Wiesbaden  |          |
| A        | Dennis Mast                | Kickers Würzburg |          |
| A        | Jonas Nietfeld             | Jahn Ratisbona   |          |
| D        | Antonios Papadopoulos      | Aalen            |          |
| A        | Ishmael Schubert-Abubakari | Hallescher U19   |          |
| D        | Jannes Vollert             | Werder Brema II  |          |

| Cessioni | Cessioni             | Cessioni           | Cessioni |
| R.       | Nome                 | a                  | Modalità |
| -------- | -------------------- | ------------------ | -------- |
| D        | Fynn Arkenberg       | Rödinghausen       |          |
| A        | Davud Tuma           | Chemnitz           |          |
| C        | Marvin Ajani         | Wehen Wiesbaden    |          |
| D        | Niclas Fiedler       | Carl Zeiss Jena II |          |
| C        | Moritz Heyer         | Osnabrück          |          |
| A        | Braydon Manu         | Darmstadt          |          |
| A        | Kilian Pagliuca      | Carl Zeiss Jena    |          |
| A        | Maximilian Pronichev | Hertha Berlino II  |          |
| C        | Christian Tiffert    | Chemnitz           |          |

### Sessione invernale
| Acquisti | Acquisti        | Acquisti       | Acquisti |
| R.       | Nome            | da             | Modalità |
| -------- | --------------- | -------------- | -------- |
| D        | Janek Sternberg | Kaiserslautern |          |
| A        | Marcel Hilßner  | Paderborn      |          |

| Cessioni | Cessioni                   | Cessioni          | Cessioni |
| R.       | Nome                       | a                 | Modalità |
| -------- | -------------------------- | ----------------- | -------- |
| A        | Ishmael Schubert-Abubakari | Lokomotive Lipsia |          |

## Risultati

### 3. Liga

#### Girone di andata
| Arbitro: | Petersen |

|           |           |  |
| Evina 65’ | Marcatori |  |

| Arbitro: | Aarnink |

|           |           |  |
| Jopek 88’ | Marcatori |  |

| Arbitro: | Winter |

|  |           |                  |
|  | Marcatori | 53’ Mai 76’ Sohm |

| Arbitro: | Weickenmeier |

|                                |           |            |
| Nietfeld 6’ Bahn 62’ Göbel 88’ | Marcatori | 50’ Langer |

| Arbitro: | Schwengers |

|          |           |                   |
| Boyd 23’ | Marcatori | 5’ Wriedt 66’ Mai |

| Arbitro: | Siewer |

|  |           |                              |
|  | Marcatori | 7’ Guttau 58’ Boyd 64’ Göbel |

| Arbitro: | Rohde |

|                                                    |           |  |
| Gehring 13’ (aut.) Boyd 39’ Göbel 66’ Nietfeld 86’ | Marcatori |  |

| Arbitro: | Lechner |

|                               |           |                            |
| Beister 50’ Eckert-Ayensa 69’ | Marcatori | 52’, 64’ Boyd 56’ Drinkuth |

| Arbitro: | Bacher |

|                          |           |                            |
| Sohm 64’ Bahn 77’ (rig.) | Marcatori | 48’ Mörschel 84’ Grodowski |

| Arbitro: | Winkmann |

|           |           |          |
| Ademi 26’ | Marcatori | 51’ Sohm |

| Arbitro: | Osmers |

|          |           |              |
| Bahn 81’ | Marcatori | 36’ Schröter |

| Arbitro: | Alt |

|  |           |                                             |
|  | Marcatori | 45’ Nietfeld 45’ Sohm 74’ Boyd 81’ Drinkuth |

| Arbitro: | Ittrich |

|                              |           |                                          |
| Sohm 12’ Boyd 19’ Guttau 58’ | Marcatori | 30’ Undav 36’ Puttkammer 75’ (rig.) Amin |

| Arbitro: | Gräfe |

|             |           |  |
| Bertram 43’ | Marcatori |  |

| Arbitro: | Jablonski |

|  |           |         |
|  | Marcatori | 39’ Lex |

| Arbitro: | Exner |

|  |           |                             |
|  | Marcatori | 11’ Sohm 70’ Jopek 90’ Boyd |

| Arbitro: | Siebert |

|          |           |  |
| Boyd 89’ | Marcatori |  |

| Arbitro: | Hartmann |

|          |           |  |
| Pick 82’ | Marcatori |  |

| Arbitro: | Stegemann |

|                          |           |                                                           |
| Sohm 45’ Bahn 77’ (rig.) | Marcatori | 16’ Kaufmann 28’ Schuppan 37’, 65’ Vrenezi 74’ Sontheimer |

#### Girone di ritorno
| Arbitro: | Badstübner |

|          |           |                |
| Boyd 81’ | Marcatori | 70’ (aut.) Mai |

| Arbitro: | Ittrich |

|              |           |  |
| Vollmann 65’ | Marcatori |  |

| Arbitro: | Reichel |

|                         |           |                                               |
| Mai 65’, 90’ Fetsch 71’ | Marcatori | 6’ Carls 49’ Klefisch 79’ Seaton 83’ Lewerenz |

| Arbitro: | Schwengers |

|                                   |           |  |
| Hosiner 68’ (rig.), 77’ Bonga 86’ | Marcatori |  |

| Arbitro: | Stegemann |

|                                                        |           |              |
| Wriedt 7’, 38’ Kern 59’ Zirkzee 68’ Kühn 83’ Jeong 89’ | Marcatori | 36’ Nietfeld |

| Arbitro: | Müller |

|                                              |           |                                        |
| Stroh-Engel 38’ (aut.) Bahn 72’ Nietfeld 88’ | Marcatori | 2’, 14’, 58’ Stroh-Engel 82’, 90’ Hain |

| Arbitro: | Badstübner |

|             |           |  |
| Hingerl 75’ | Marcatori |  |

| Arbitro: | Braun |

|             |           |          |
| Hilßner 90’ | Marcatori | 48’ Elva |

| Arbitro: | Steinhaus-Webb |

|                                                     |           |                        |
| Pires-Rodrigues 4’ Litka 12’, 76’ Schnellbacher 31’ | Marcatori | 64’ Hansch 90’ Hilßner |

| Arbitro: | Koslowski |

|  |           |             |
|  | Marcatori | 34’ Nkansah |

| Arbitro: | Haslberger |

|                                                     |           |                 |
| Huth 25’ König 49’ Miatke 67’ Frick 78’ Wegkamp 82’ | Marcatori | 74’ Kastenhofer |

| Arbitro: | Bokop |

|                                    |           |  |
| Lindenhahn 16’ Boyd 61’ Guttau 78’ | Marcatori |  |

| Arbitro: | Willenborg |

|                     |           |                                         |
| Helwe 63’ Guder 64’ | Marcatori | 45’ Boyd 67’ (aut.) Puttkammer 69’ Sohm |

| Arbitro: | Dankert |

|          |           |            |
| Sohm 78’ | Marcatori | 90’ Weigel |

| Arbitro: | Alt |

|                    |           |           |
| Lex 8’ Mölders 50’ | Marcatori | 33’ Syhre |

| Arbitro: | Benen |

|                                    |           |                                   |
| Sohm 8’, 36’ Mai 49’ Boyd 63’, 82’ | Marcatori | 13’ Eckardt 31’ Gabriele 57’ Sulu |

| Arbitro: | Kempkes |

|                            |           |                |
| Slišković 36’ Daschner 76’ | Marcatori | 25’, 32’ Syhre |

| Arbitro: | Schwengers |

|              |           |            |
| Nietfeld 45’ | Marcatori | 67’ Thiele |

| Arbitro: | Petersen |

|                                  |           |                     |
| Pfeiffer 42’ Schuppan 90’ (rig.) | Marcatori | 37’ Sohm 54’ Guttau |

### Coppa di Germania
| Arbitro: | Schmidt |

|                                 |           |                                                              |
| Drinkuth 43’ Mai 57’ Fetsch 90’ | Marcatori | 44’ Weghorst 49’ Gerhardt 70’ William 92’ Knoche 94’ Brekalo |

## Statistiche

### Statistiche di squadra
| Competizione      | Punti | In casa | In casa | In casa | In casa | In casa | In casa | In trasferta | In trasferta | In trasferta | In trasferta | In trasferta | In trasferta | Totale | Totale | Totale | Totale | Totale | Totale | DR |
| Competizione      | Punti | G       | V       | N       | P       | Gf      | Gs      | G            | V            | N            | P            | Gf           | Gs           | G      | V      | N      | P      | Gf     | Gs     | DR |
| ----------------- | ----- | ------- | ------- | ------- | ------- | ------- | ------- | ------------ | ------------ | ------------ | ------------ | ------------ | ------------ | ------ | ------ | ------ | ------ | ------ | ------ | -- |
| 3. Liga           | 46    | 19      | 6       | 7       | 6       | 36      | 32      | 19           | 6            | 3            | 10           | 28           | 34           | 38     | 12     | 10     | 16     | 64     | 66     | -2 |
| Coppa di Germania | -     | 1       | 0       | 0       | 1       | 3       | 5       | 0            | 0            | 0            | 0            | 0            | 0            | 1      | 0      | 0      | 1      | 3      | 5      | -2 |
| Totale            | 46    | 20      | 6       | 7       | 7       | 39      | 37      | 19           | 6            | 3            | 10           | 28           | 34           | 39     | 12     | 10     | 17     | 67     | 71     | -4 |

### Andamento in campionato
| Giornata  | 1  | 2  | 3 | 4 | 5 | 6 | 7 | 8 | 9 | 10 | 11 | 12 | 13 | 14 | 15 | 16 | 17 | 18 | 19 | 20 | 21 | 22 | 23 | 24 | 25 | 26 | 27 | 28 | 29 | 30 | 31 | 32 | 33 | 34 | 35 | 36 | 37 | 38 |
| --------- | -- | -- | - | - | - | - | - | - | - | -- | -- | -- | -- | -- | -- | -- | -- | -- | -- | -- | -- | -- | -- | -- | -- | -- | -- | -- | -- | -- | -- | -- | -- | -- | -- | -- | -- | -- |
| Luogo     | T  | C  | T | C | C | T | C | T | C | T  | C  | T  | C  | T  | C  | T  | C  | T  | C  | C  | T  | C  | T  | T  | C  | T  | C  | T  | C  | T  | C  | T  | C  | T  | C  | T  | C  | T  |
| Risultato | P  | V  | V | V | P | V | V | V | N | N  | N  | V  | N  | P  | P  | V  | V  | P  | P  | N  | P  | P  | P  | P  | P  | P  | N  | P  | P  | P  | V  | V  | N  | P  | V  | N  | N  | N  |
| Posizione | 16 | 11 | 4 | 3 | 6 | 5 | 2 | 1 | 2 | 2  | 2  | 1  | 1  | 3  | 4  | 3  | 2  | 4  | 5  | 6  | 6  | 7  | 10 | 12 | 13 | 15 | 16 | 17 | 16 | 17 | 17 | 14 | 15 | 15 | 15 | 14 | 15 | 15 |

Legenda:

Luogo: C = Casa; T = Trasferta. Risultato: V = Vittoria; N = Pareggio; P = Sconfitta.

### Statistiche dei giocatori
| Giocatore             | 3. Liga  | 3. Liga | 3. Liga     | 3. Liga    | Coppa di Germania | Coppa di Germania | Coppa di Germania | Coppa di Germania | Totale   | Totale | Totale      | Totale     |
| Giocatore             | Presenze | Reti    | Ammonizioni | Espulsioni | Presenze          | Reti              | Ammonizioni       | Espulsioni        | Presenze | Reti   | Ammonizioni | Espulsioni |
| --------------------- | -------- | ------- | ----------- | ---------- | ----------------- | ----------------- | ----------------- | ----------------- | -------- | ------ | ----------- | ---------- |
| B. Bahn               | 34       | 5       | 10          | 0          | 1                 | 0                 | 0                 | 0                 | 35       | 5      | 10          | 0          |
| T. Boyd               | 33       | 14      | 7           | 0          | 1                 | 0                 | 0                 | 0                 | 34       | 14     | 7           | 0          |
| F. Drinkuth           | 27       | 2       | 2           | 0          | 1                 | 1                 | 0                 | 0                 | 28       | 3      | 2           | 0          |
| K. Eisele             | 36       | 0       | 4           | 0          | 1                 | 0                 | 0                 | 0                 | 37       | 0      | 4           | 0          |
| M. Fetsch             | 19       | 1       | 0           | 0          | 1                 | 1                 | 0                 | 0                 | 20       | 2      | 0           | 0          |
| N. Galle              | 2        | 0       | 1           | 0          | 1                 | 0                 | 0                 | 0                 | 3        | 0      | 1           | 0          |
| J. Guttau             | 29       | 4       | 2           | 0          | 0                 | 0                 | 0                 | 0                 | 29       | 4      | 2           | 0          |
| P. Göbel              | 19       | 3       | 1           | 0          | 1                 | 0                 | 0                 | 0                 | 20       | 3      | 1           | 0          |
| F. Hansch             | 25       | 1       | 2           | 0          | 1                 | 0                 | 0                 | 0                 | 26       | 1      | 2           | 0          |
| E. Henschel           | 0        | 0       | 0           | 0          | 0                 | 0                 | 0                 | 0                 | 0        | 0      | 0           | 0          |
| M. Hilßner            | 14       | 2       | 2           | 0          | 0                 | 0                 | 0                 | 0                 | 14       | 2      | 2           | 0          |
| B. Jopek              | 21       | 2       | 5           | 0          | 1                 | 0                 | 0                 | 0                 | 22       | 2      | 5           | 0          |
| N. Kastenhofer        | 15       | 1       | 3           | 0          | 1                 | 0                 | 1                 | 0                 | 16       | 1      | 4           | 0          |
| N. Landgraf           | 32       | 0       | 6           | 1          | 1                 | 0                 | 1                 | 0                 | 33       | 0      | 7           | 1          |
| T. Lindenhahn         | 22       | 1       | 3           | 0          | 0                 | 0                 | 0                 | 0                 | 22       | 1      | 3           | 0          |
| S. Mai                | 28       | 4       | 10          | 1          | 1                 | 1                 | 1                 | 0                 | 29       | 5      | 11          | 1          |
| D. Mast               | 16       | 0       | 2           | 0          | 0                 | 0                 | 0                 | 0                 | 16       | 0      | 2           | 0          |
| T. Müller             | 2        | 0       | 0           | 0          | 0                 | 0                 | 0                 | 0                 | 2        | 0      | 0           | 0          |
| J. Nietfeld           | 36       | 6       | 2           | 0          | 1                 | 0                 | 0                 | 0                 | 37       | 6      | 2           | 0          |
| A. Papadopoulos       | 23       | 0       | 9           | 0          | 1                 | 0                 | 0                 | 0                 | 24       | 0      | 9           | 0          |
| T. Schilk             | 4        | 0       | 2           | 0          | 0                 | 0                 | 0                 | 0                 | 4        | 0      | 2           | 0          |
| I. Schubert-Abubakari | 0        | 0       | 0           | 0          | 0                 | 0                 | 0                 | 0                 | 0        | 0      | 0           | 0          |
| J. Shcherbakovski     | 6        | 0       | 0           | 0          | 0                 | 0                 | 0                 | 0                 | 6        | 0      | 0           | 0          |
| P. Sohm               | 36       | 12      | 2           | 0          | 1                 | 0                 | 0                 | 0                 | 37       | 12     | 2           | 0          |
| J. Sternberg          | 5        | 0       | 1           | 0          | 0                 | 0                 | 0                 | 0                 | 5        | 0      | 1           | 0          |
| A. Syhre              | 13       | 3       | 1           | 0          | 0                 | 0                 | 0                 | 0                 | 13       | 3      | 1           | 0          |
| M. Titsch-Rivero      | 0        | 0       | 0           | 0          | 0                 | 0                 | 0                 | 0                 | 0        | 0      | 0           | 0          |
| J. Vollert            | 34       | 0       | 1           | 0          | 0                 | 0                 | 0                 | 0                 | 34       | 0      | 1           | 0          |
| J. Washausen          | 17       | 0       | 2           | 1          | 0                 | 0                 | 0                 | 0                 | 17       | 0      | 2           | 1          |